# 山田辰
山田辰株式会社（やまだたつ、英: YAMADATATSU & CO.,LTD.）は、大阪市城東区に本社を置く作業服製造メーカーである。

## 概要
1911年（明治44年）7月に山田辰二郎が山田辰を個人創業。永年の社歴を有する作業服・ツヅキ服の製造業者で、創業当初は受注生産による製造であった。
1927年（昭和2年）には「AUTO-BI（オートバイ）」の商標を登録し、1931年（昭和6年）5月に法人改組して合名会社山田辰を設立。以後も販路を全国に広げるなど規模を拡大させ、1961年（昭和36年）2月には新たに山田辰株式会社を設立（2年後に合名会社山田辰を吸収）。
1981年（昭和56年）よりレーシングスーツ“THE MAN SPIRIT”の製造を開始した。

## 主なブランド
- AUTO-BI（オートバイ）
- THE MAN（ザ・マン）
- Dickies（ディッキーズ）

## 事業所
- 本社（大阪市城東区）
- 東京支店（東京都中央区）
- 本社工業（大阪市城東区）
- 出雲工場（島根県出雲市）

## 沿革
- 1911年 - 7月 創業
- 1927年 - 「AUTO-BI」を商標登録
- 1931年 - 5月 合名会社山田辰を設立
- 1961年 - 2月 山田辰株式会社を設立
- 1963年 - 8月 山田辰株式会社が合資会社山田辰を吸収合併
- 1963年 - 10月 岡山出張所を開設
- 1973年 - 8月 岡山東江原工場を開設
- 1981年 - 4月 レーシングスーツの製造販売を開始
- 1991年 - 3月 出雲工場を開設
- 1992年 - 1月 東京支店を開設